# ترنس سی کارسون
ترنس سی کارسون (انگلیسی: Terrence C. Carson) (زادهٔ ۱۹ نوامبر ۱۹۵۸) خواننده و صداپیشه اهل ایالات متحده آمریکا است.
از فیلم‌ها یا برنامه‌های تلویزیونی که وی در آن نقش داشته است می‌توان به مقصد نهایی ۲ و مجاورت اشاره کرد. عمده شهرت وی برای صداگذاری شخصیت کریتوس در مجموعه بازی های خدای جنگ می باشد.